# Erebia calcarius
Erebia calcarius är en fjärilsart som beskrevs av Zdravko Lorkovic 1953. Erebia calcarius ingår i släktet Erebia och familjen praktfjärilar. Inga underarter finns listade i Catalogue of Life.